# Nahwa

Karta över emiratet Sharja

Nahwa är ett område som ingår i emiratet Sharja på halvön Musandam i Förenade arabemiraten, men som ligger separat som en enklav i området Madha, som ingår i Oman. Madha ligger i sin tur som en enklav i Förenade arabemiraten, och därmed är Nahwa en kontraenklav.
Vid den enda tillfarten till Nahwa ligger Nya Nahwa. Mellan Nya Nahwa och Gamla Nahwa, som har ett 40-tal byggnader, går en fem kilometer lång, kurvig väg. En tredje del av Nahwa är byn Shia.
Konstruktionen med landgränserna i regionen uppstod omkring 1900, när brittiska kolonialtjänstemän gjorde gränsindelningar i de nordliga arabiska emiraten. Nahwastammen informerade engelsmännen om att de accepterade överhöghet under Qawasim, Sharjahs sjöfarande stam som kontrollerade merparten av Musandamhalvöns östra kust. Madhastammen, däremot, erkände överhöghet under sultanen av Oman.